# Expositieruimte onder de Ridderzaal
De expositieruimte onder de Ridderzaal is een tentoonstellingsruimte over de geschiedenis van het Binnenhof en Prinsjesdag in een kelder van de Ridderzaal op het Binnenhof in Den Haag.

## Geschiedenis
Van 1970 tot 1974 zat in de kelder van de ridderzaal een VVV. Van 1974 tot 2011 was hier het Bezoekerscentrum Binnenhof gevestigd. Het bezoekerscentrum is in 2012 verplaatst naar ProDemos. Sinds september 2012 is het ingericht als expositieruimte. De expositieruimte wordt beheerd door ProDemos. De expositieruimte bevindt zich in de voorste kelder. Vanuit de expositieruimte is via een torentrap de Ridderzaal te betreden. In een naastgelegen kelder bevindt zich een audiovisuele zaal voor de ontvangst van groepen. De expositieruimte is dagelijks, behalve op zondag, gratis toegankelijk voor publiek en is opgenomen in de rondleiding van ProDemos.

## Tentoonstelling
Sinds 2012 bevindt zich in expositieruimte de permanente tentoonstelling De Route van de Gouden Koets met een Prinsjesdagstoet op schaal. De 20-meter lange stoet is gemaakt door Joop Geesink Studio’s/Dollywood en in bruikleen van de M.C. Escher Foundation vanuit de collectie van het voormalige Oranjemuseum. Er wordt informatie over de samenstelling van de stoet gegeven en de hoofddeksels die gedragen worden.
Er is daarnaast een maquette van het Binnenhof te zien uit 1997, in opdracht van het ministerie van VROM gemaakt door M. Compaan. Aan de wanden en in de vloer zijn veertien uit de nabijgelegen Hofkapel overgebrachte grafzerken opgesteld. Ook is een Deventer tapijt tentoongesteld die van 1904 tot 1954 aan de wand in de Ridderzaal hing. Deze is gemaakt door de Koninklijke Vereenigde Tapijtfabrieken in opdracht van architect Pierre Cuypers. Van de serie wandkleden zijn drie exemplaren bewaard gebleven.  

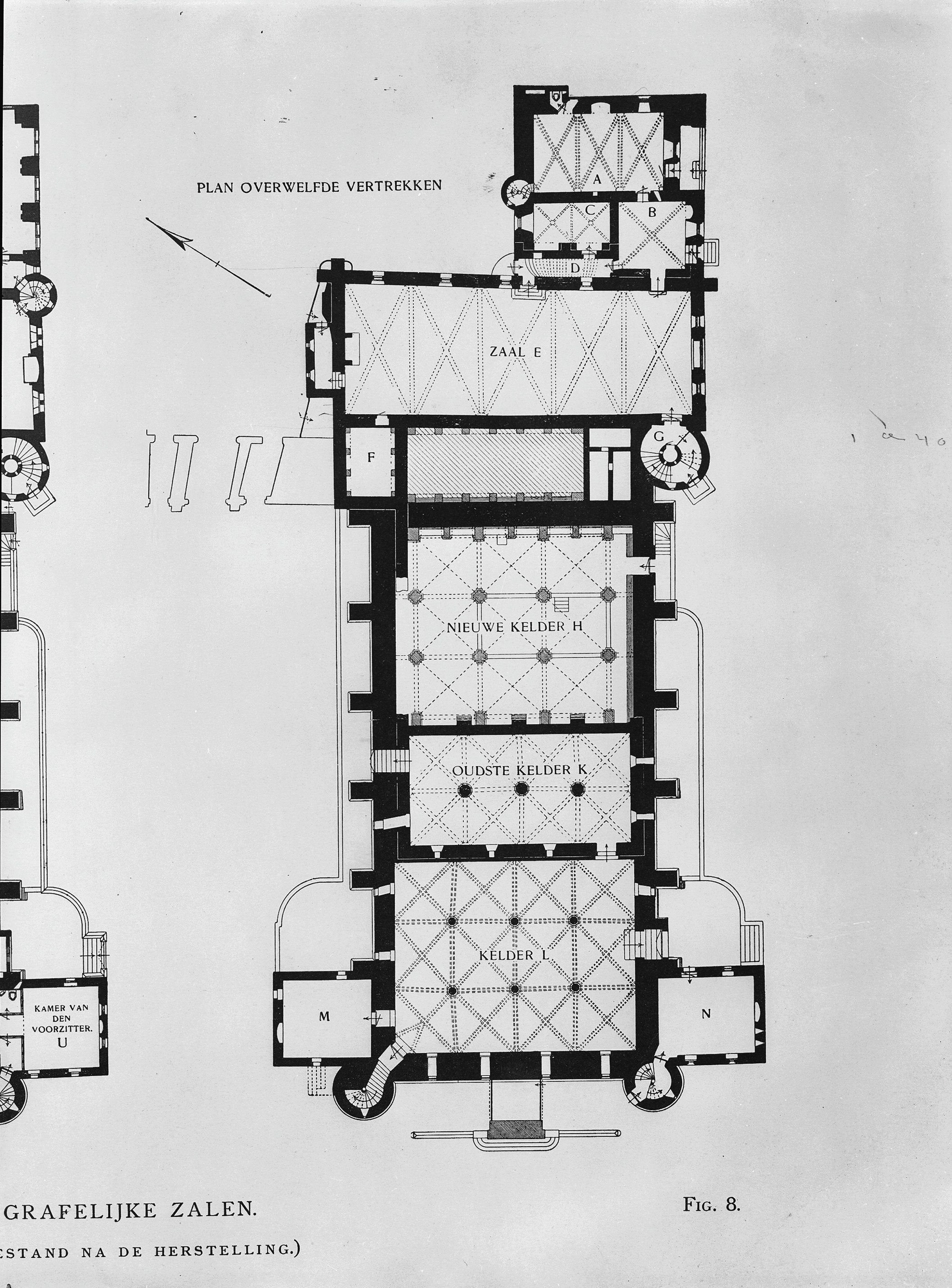
Overzicht van de kelderruimten, de expositieruimte bevindt zich in de kelder L, onderaan de plattegrond
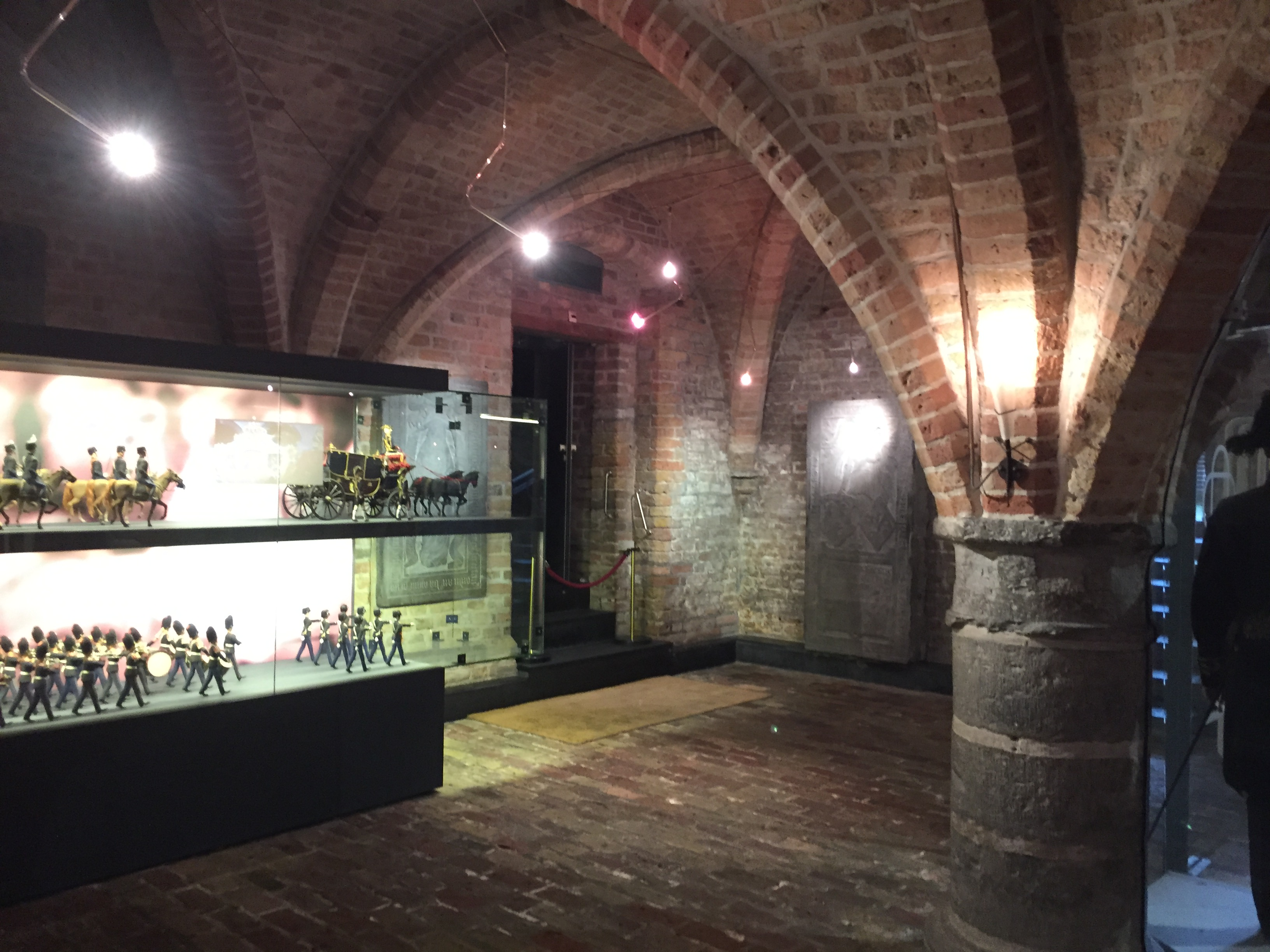
Expositieruimte met de Prinsjesdagstoet op schaal